# 米伦卡·萨维奇
米伦卡·萨维奇，CMG（1888年6月28日—1973年10月5日）是一名塞尔维亚战争女英雄，曾参加过巴尔干战争和第一次世界大战。据塞尔维亚消息来源称，她可能是整个战争史上获得勋章荣誉最多的女战士。

## 军人生涯

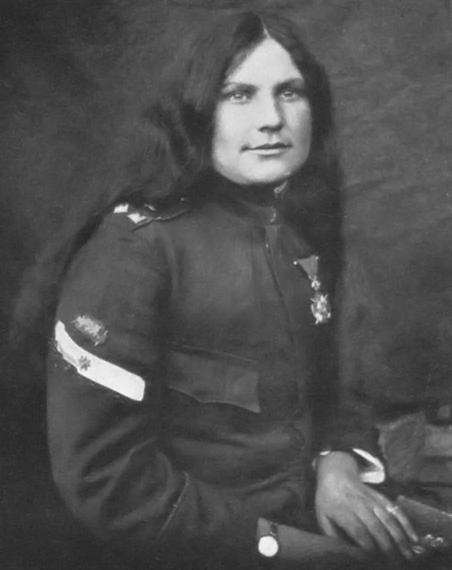
米伦卡·萨维奇

萨维奇1888年出生于塞尔维亚拉什卡附近的科普里夫尼察（Koprivnica）村。1913年，她的兄弟收到了動員参加第二次巴尔干战争的征兵文件。她决定代替兄弟，剪去头发女扮男装加入塞尔维亚军队。她很快参与到战争中并获得第一枚奖章，在布雷戈尔尼察战役中晋升为下士。在战斗中，她受伤而被送到医院，在医院时她的真实性别被发现，这让主治医师大为惊讶。
Mental Floss这样描述：
“萨维奇被召唤到她的指挥官面前。他们不想惩罚她，因为她已经证明了自己是一位有价值且非常称职的士兵。导致她的性别暴露的这次军事部署是她参与的的第十次冲锋。但指挥官也认为一名年轻女子不适合参加战斗。她被调到护理部门。萨维奇站在那里，坚持说她只想作为一名战斗人员为自己的国家而战。指挥官说他会考虑然后第二天回复她。萨维奇仍然站在一旁，回答说：“我会等的。”据说他只让她站了一个小时，然后就同意把她送回步兵队。”
1914年，在第一次世界大战初期，萨维奇在科卢巴拉战役后被授予她第一枚带剑的卡拉乔尔杰之星勋章。1916年，在克尔纳本德战役后，她获得了第二枚带剑的卡拉乔尔杰之星勋章，当时她一个人俘获了23名保加利亚士兵。

### 军事荣誉
她曾被授予法國榮譽軍團勳章两次，俄罗斯圣乔治十字英国聖米迦勒及聖喬治勳章，塞尔维亚米洛什·奧比利奇勋章。她是法国为授予第一次世界大战军人的1914-1918金棕榈英勇十字勋章的唯一女性接受者。

## 后期生活
她于1919年复员，并拒绝了搬到法国的提议，在那里她有资格领取舒适的法国军队养老金。相反，她选择住在贝尔格莱德，并找到了邮政的工作。1923年，她与在莫斯塔爾遇到的韦利科·格里高利耶维奇（Veliko Gligorijević）结婚，并在女儿Milena出生后立即离婚。她还收养了另外三个女儿。在两次世界大战期间，米伦卡在很大程度上被大众所遗忘。她在1927年之前从事了几项卑微的工作，之后她在国家抵押银行担任清洁女工。
在第二次世界大战德国占领塞尔维亚期间，米卢卡拒绝参加由米兰·内迪奇组织的宴会，而该宴会将由德国将军和军官参加。她被捕并被关进巴尼察集中营，在那被监禁了十个月。
在1945年社会主义后，她获得了国家养老金，并继续住在贝尔格莱德沃日多瓦茨社区的家中。到了20世纪50年代末，她的女儿住院，她住在沃日多瓦茨的一个破旧的房子里，带着三个收养的孩子：一名被遗弃在火车站的孩子Milka；Radmila-Višnja；和没有父亲的女孩Zorka。后来，当她戴着军事勋章参加纪念活动时，其他军官和她交谈，并听说了她勇敢的行动。消息传开了，最后她得到了认可。1972年，公众的压力和报纸上的一篇文章强调了她的困难住房和财政状况，贝尔格莱德市议会给了她一套小公寓。
她于1973年10月5日85岁时在贝尔格莱德去世，葬于新格洛布列。贝尔格莱德的一条街以她的名字命名。